# خجسته باقرزاده
خجسته باقرزاده شاید اشاره کند به:
- حسن خجسته باقرزاده، برادر همسر سید علی خامنه‌ای
- منصوره خجسته باقرزاده، همسر سید علی خامنه‌ای